# قطعنامه ۱۲۰۹ شورای امنیت
قطعنامه ۱۲۰۹ شورای امنیت سازمان ملل متحد که در تاریخ ۱۹ نوامبر ۱۹۹۸ تصویب شد، سندی بین‌المللی دربارهٔ بررسی وضعیت در آفریقا است. این قطعنامه طی نشست ۳۹۴۵ام با ۱۵ رای موافق، ۰ مخالف و ۰ ممتنع تصویب شد.